# Collectif Métissé
Collectif Métissé – zespół muzyczny, którego członkowie pochodzą z Bordeaux. Artyści reprezentują różne gatunki muzyczne, od zouk po ragga. Zasłynęli dzięki utworowi „Laisse-toi aller bébé”, który osiągnął numer dwa latem 2009 roku, stając się letnim hitem.

## Członkowie
- Soma Riba – DJ i piosenkarka, która wydała takie utwory jak „Yaka Dansé” w 2004 roku oraz „Vacances j'oublie tout”, remake „Femme libérée” z 2005 roku. Jest autorem tekstów do piosenek dla grupy.
- DJ Fou, właściwie Sébastien Santovito – znany ze swojego przeboju „Je mets le Wai” z 1999 roku, będącego połączeniem raggi i makiny. Ma na koncie solowy album Nyctalopie z 23 utworami electro-danse. Współpracował również z Soma Riba i wieloma innymi DJ-ami.

- Nadia Lahcene – francuska wokalistka pochodzenia marokańskiego, wokalistka grupy.

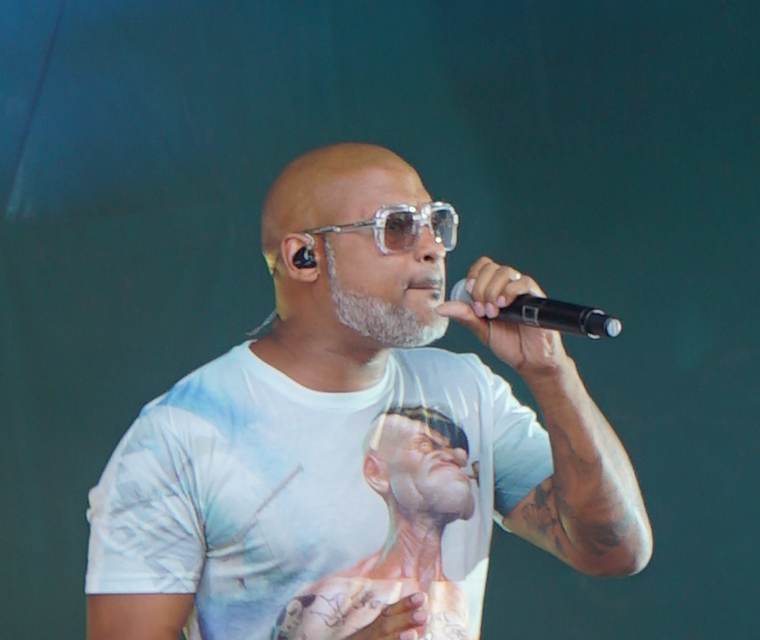
Willy William z Collectif Métissé

- Willy William – maurytyjsko-francuski DJ znany również z wielu remiksów z Big Ali.

- DJ Rod
- Saint Ange – ostatni artysta muzyczny, który przyłączył się do zespołu
- Yannick
- AMÉLIE
- Carmelo
- Olena[1]

## Dyskografia

### Albumy
| Rok                                                     | Tytuł                         | Pozycja na liście przebojów | Pozycja na liście przebojów | Certyfikat         |
| Rok                                                     | Tytuł                         | FR                          | BEL (Wa)                    | Certyfikat         |
| ------------------------------------------------------- | ----------------------------- | --------------------------- | --------------------------- | ------------------ |
| 2009                                                    | Collectif Metissé             | 49                          | –                           | - FRA: złota plyta |
| 2010                                                    | L'Esprit de la fête           | 75                          | –                           | brak               |
| 2011                                                    | Destination Soleil            | 29                          | –                           | brak               |
| 2012                                                    | Ya plus k danser              | 79                          | –                           | brak               |
| 2014                                                    | Destination Fiesta            | 6                           | 34                          | - FRA: złota płyta |
| 2014                                                    | Tout va bien                  | 33                          | –                           | brak               |
| 2015                                                    | Rendez-vous au soleil         | 14                          | 57                          | brak               |
| 2016                                                    | Destination été               | 26                          | 61                          | brak               |
| 2016                                                    | 5 albums originaux            | 16                          | –                           | brak               |
| 2017                                                    | Fans des années 80            | 39                          | 66                          | brak               |
| 2017                                                    | Fans des années 80 - la suite | 116                         | –                           | brak               |
| 2018                                                    | Sur la route                  | 56                          | –                           | brak               |
| 2019                                                    | Décennie                      | 63                          | 170                         | brak               |
| 2020                                                    | Collectif Fiesta Party        | 86                          | –                           | brak               |
| „–” oznacza, że album nie był notowany na danej liście. |                               |                             |                             |                    |

### Single
| Rok  | Tytuł                         | Pozycja na liście przebojów | Pozycja na liście przebojów | Pozycja na liście przebojów | Album                 |
| Rok  | Tytuł                         | FR                          | BEL (Fla)                   | BEL (Wa)                    | Album                 |
| ---- | ----------------------------- | --------------------------- | --------------------------- | --------------------------- | --------------------- |
| 2009 | „Laisse-toi aller bébé”       | 2                           | –                           | –                           | Collectif Métissé     |
| 2009 | „On n'est pas couché”         | 6                           | –                           | –                           | Collectif Métissé     |
| 2010 | „Collectif Métissé”           | 7                           | –                           | –                           | Collectif Métissé     |
| 2010 | „Debout pour danser”          | 1                           | –                           | –                           | L'esprit de la fête   |
| 2010 | „L'été toute l'année”         | 9                           | –                           | –                           | L'esprit de la fête   |
| 2011 | „Laisse tomber tes problèmes” | 8                           | –                           | –                           | Destination soleil    |
| 2011 | „Sexy Lady”                   | 20                          | –                           | –                           | Destination soleil    |
| 2012 | „Destination Rio”             | 38                          | –                           | –                           | brak                  |
| 2012 | „Z Dance”                     | 29                          | –                           | –                           | brak                  |
| 2013 | „Mariana”                     | 181                         | –                           | –                           | brak                  |
| 2014 | „Hey! Baby!”                  | 87                          | –                           | –                           | Destination Fiesta    |
| 2015 | „Rendez-vous au soleil”       | 160                         | –                           | –                           | Rendez-vous au soleil |
| 2019 | „Y a des hauts y a des bas”   | –                           | –                           | –                           |                       |